# Koinon

Griechenland um 200 v. Chr.: Das Königreich Makedonien im Norden, die hellenistischen Bundesstaaten unter anderem im Süden

Als Koinon (κοινόν, dt. Gemeinschaft, Gemeinwesen oder Bund; Pl. Koina (κοινά)) wird in der modernen Forschung eine frühe Form der föderativen politischen Organisation im antiken Griechenland bezeichnet. Diese Bundesstaaten erlebten insbesondere im Hellenismus ihre große Zeit.

## Begriff
Koinon bedeutet zunächst nur „das Gemeinsame“, die Verengung des Begriffs auf „Bund“ ist modern. So bezeichnete Koinon zum Beispiel manchmal auch ganz grundsätzlich die Gemeinschaft jener, die irgendwie zur Teilnahme am politischen Leben berechtigt waren, und zwar insbesondere dann, wenn es sich nicht um Bürger einer Stadt handelte. So gab es beispielsweise ein Koinon der Makedonen (Κοινὸν Μακεδόνων): Es war die Gemeinschaft der persönlich freien Makedonen, die im Staat dem Monarchen gegenüberstanden und, je nach den Machtverhältnissen, mehr oder weniger Einfluss auf die Politik nehmen konnten, zum Beispiel dann, wenn sie vom König zur Volksversammlung zusammengerufen wurden.
Bei den griechischen Koina des Hellenismus handelte sich dagegen entweder um den auf Dauer angelegten Zusammenschluss vormals unabhängiger Stadtstaaten (Poleis) oder, seltener, um staatsähnliche Gebilde von Stämmen (Ethnos) in Randgebieten der griechischen Welt, wo die Polis nicht die vorherrschende Form der politischen Herrschaft war.
Zum Zusammenschluss mehrerer Poleis zu einem Bund kam es meist aufgrund äußerer Bedrohung. Das Koinon war also, ähnlich einer zeitlich begrenzten Symmachie, zunächst in erster Linie ein Verteidigungsbündnis. Eine scharfe Abgrenzung zwischen Symmachie und Koinon ist aber nicht immer möglich. Im Koinon waren die Mitglieder im Allgemeinen gleichberechtigt und die Vereinbarung darüber hatte einen multilateralen Charakter, es waren also alle Poleis miteinander verbündet, während sich Symmachien meist um eine starke Polis gruppierten und ihre Mitglieder durch bilaterale Verträge an den Hegemon gebunden waren.

## Typische Merkmale
Den Koina des Hellenismus war gemein, dass sie im Unterschied zu den Bündnissen der klassischen Zeit (wie dem Attischen Seebund oder dem Peloponnesischen Bund) ein gemeinsames Bürgerrecht kannten: Die Vollbürger einer Mitgliedspolis besaßen zugleich das Bürgerrecht des Koinon. Anders als bei einem bloßen Staatenbund waren die Beschlüsse und Regelungen des Bundes zudem den Gesetzen und Entscheidungen der einzelnen Poleis übergeordnet. Wesentlich war zwar die gemeinsame Außen- und Militärpolitik, doch griffen die Bundesversammlungen mitunter durchaus auch in die inneren Angelegenheiten der Poleis ein, bis hin zum erzwungenen Verfassungswechsel. Gerade die bedeutenden Koina bemühten sich oft auch um eine Erweiterung durch eine aggressive Expansionspolitik. Eine Doppelmitgliedschaft einer Polis in mehreren Koina war nicht möglich, ein Austritt, der ohne die Zustimmung der Bundesversammlung erfolgte, wurde in der Regel gewaltsam verhindert. Die Koina hatten oft eine gemeinsame Währung, eine gemeinsame Armee, gemeinsame Maße und Gewichte. Aus praktischen Gründen beruhten sie auf dem Prinzip der Repräsentation, im Unterschied zu den meisten Poleis, in denen in der Regel direkte Bürgerbeteiligung das Ideal darstellte.
Die innere Autonomie, die die Poleis in den Koina genossen (etwa in Hinblick auf das Strafrecht), schwankte erheblich; so war sie zum Beispiel im Aitolischen Bund offenbar größer als im Achaiischen Bund. Die meisten Koina waren institutionell grundsätzlich in Analogie zur typischen Polis aufgebaut und verfügten demnach über eine Bundesversammlung, die zwei- bis viermal im Jahr zusammentrat und aus den Repräsentanten der Städte (oft nach Größe gestaffelt) bestand, über einen Bundesrat und über Bundesbeamten, die in der Regel für ein Jahr gewählt wurden. Das genaue Prozedere und das Machtverhältnis zwischen Versammlung und Rat unterschied sich von Koinon zu Koinon. Dies ist einer der Gründe, weshalb man nicht pauschal beantworten kann, ob die Koina des Hellenismus noch Staatenbünde oder bereits Bundesstaaten waren.

## Struktur
Zur Stabilisierung nach innen und nach außen übertrugen die autonomen Mitglieder des Koinons neben der Verteidigung weitere Kompetenzen auf den Bund, so zum Beispiel die Bildung gemeinsamer Gesandtschaften. Das Koinon diente auch zur Streitschlichtung zwischen den Mitgliedern und damit der Friedenswahrung. Um sich der geschaffenen Gemeinschaft zu vergewissern, wurden zudem gemeinsam kultische Handlungen vollzogen. In Dodona zum Beispiel traten das Koinon der Epiroten, aber auch andere Bünde mit gemeinsamen Anfragen an das Orakel sowie mit gemeinsamen Opfern und Weihegeschenken in Erscheinung. Oder es wurde gar ein gemeinsames Heiligtum eingerichtet. Berühmt ist das Panionion des Ionischen Bundes in Kleinasien.
Um im Konzert der hellenistischen Mächte dauerhaft bestehen zu können, musste zumindest ein Minimum an städteübergreifenden Institutionen für das Koinon gebildet werden. Im Allgemeinen gab es eine Bundesversammlung oder/und einen Bundesrat (Synhedrion), der von den Mitgliedern mit Gesandten beschickt wurde. Diese wählten Magistrate, welche die Bundesaufgaben versahen: Für den Kriegsfall beispielsweise wählte man einen oder mehrere Strategen, die die Bundestruppen anführten. Manche Bünde hatten eine Bundeskasse und deshalb auch Beamte, welche diese verwalteten. Wie weit die Befugnisse der Bundesinstitutionen gingen, war sehr unterschiedlich. Genaue Angaben lassen sich dazu mangels Quellen oft nicht machen.
Die Anzahl der zu einem Koinon gehörenden Städte war, wie auch die Dauer der Bündnisse, sehr unterschiedlich. Der bereits erwähnte Ionische Bund umfasste zwölf Städte, er existierte über 200 Jahre und war damit äußerst stabil. Der Aitolische und der Achaiische Bund existierten in ihrer „hellenistischen“ Ausprägung ohne Unterbrechung jeweils rund 130 Jahre, zum Teil aber mit wechselnden Mitgliedern, die teils auch geographisch weit voneinander entfernt waren.

Epirus in der Antike

In Epirus und den angrenzenden illyrischen Gebieten gab es eine Reihe Koina, die sich um einen Stamm (ethnos) gruppierten oder mehrere Stämme miteinander vereinten. Unter der Führung der Molosser wurde im 4. Jahrhundert das Κοινὸν τῶν Μολοσσῶν (Koinòn tôn Molossôn) gebildet, das zuerst zehn und später fünfzehn Stämme umfasste. Hegemon dieses Bundes waren die molossischen Könige, jedoch agierte das Koinon auch unabhängig vom König. Im Unterschied zu den anderen genannten Bünden gab es bei den Epiroten keine autonomen Poleis als Mitglieder. Die Städte verwalteten zwar ihre inneren Angelegenheiten selbst, nach außen wurden sie aber durch das Koinon des Stammes vertreten. Der nach der Beseitigung der Monarchie (231 v. Chr.) neu gebildete epirotische Bund umfasste mindestens 12 Stämme, von denen manche im Inneren wiederum als Koinon organisiert waren, so die Chaonier und die Thesproter.
Unter dem Schutz des Antigonos wurde in Delos 314 der kykladische Nesiotenbund (νησιωτῶν κοινόν) gegründet. Er stand in der Folgezeit unter wechselnder Hegemonie der rivalisierenden hellenistischen Könige und wurde zwischenzeitlich mehrfach aufgelöst. Zuletzt (188–167 v. Chr.) waren die Rhodier Protektoren des Bundes.
In römischer Zeit wurde als Koinon der Zusammenschluss von Städten in den östlichen Provinzen bezeichnet, die in einer Art Provinzialversammlung (Concilium provinciae) zusammenkamen (zum Beispiel in Asia unter Leitung der Asiarchen). Hauptaufgabe dieser späten Koina war der Kaiserkult; sie fungierten aber auch als Vertretung der Provinz gegenüber dem Kaiser und dem Senat.